# جامعة قاردن سيتي
جامعة قاردن سيتي هي جامعة سودانية خاصة تقع في حي بري (امتداد ناصر). تأسست بموجب مرسوم حكومي عام 2003 باسم «كلية قاردن سيتي للعلوم والتقنية» كمؤسسة تعليم عال خاصة ، متعددة الثقافات والتخصصات وتمنح فرصاً متساوية لجميع الدارسين. في العام 2015 تم ترفيع الكلية إلى «جامعة قاردن سيتي» بقرار من وزارة التعليم العالي والبحث العلمي السودانية.

## الكليات
- كلية دراسات الحاسوب وتقنية المعلومات.
- كلية هندسة الإلكترونيات والحاسوب.
- كلية الهندسة المدنية.
- كلية الهندسة الطبية
- كلية هندسة العمارة والتخطيط والتصميم الحضري.
- كلية الوسائط المتعددة والدراسات الإبداعية.
- كلية الاقتصاد وعلوم الإدارة.
- كلية علوم الإتصال.
- كلية الطب البشري
- كلية طب الاسنان
- كلية التمريض
- كلية القانون
- كلية المختبرات الطبية
- دبلوم التسويق.
- دبلوم الهندسة الطبية.
- دبلوم العلاقات العامة.

## وصلات خارجية
- الموقع الرسمي للجامعة (بالعربية)